# Elouise Rudy
Elouise Rudy (ur. 30 grudnia 1985) – amerykańska lekkoatletka, tyczkarka.
Dwukrotna złota medalistka halowych mistrzostw NCAA (2007 & 2008).

## Rekordy życiowe
- Skok o tyczce – 4,33 (2007)